# Лобаново (Смоленская область)
Лобаново — деревня в Демидовском районе Смоленской области России. Входит в состав Карцевского сельского поселения. Население — 10 жителей (2007 год). 
Расположена в северо-западной части области в 2,5 км к северо-западу от Демидова, в 0,5 км восточнее автодороги Р133 Смоленск — Невель, на берегу реки Каспля. В 49 км южнее деревни расположена железнодорожная станция Поселковая на линии Смоленск — Витебск. 

## История
В годы Великой Отечественной войны деревня была оккупирована гитлеровскими войсками в июле 1941 года, освобождена в сентябре 1943 года.